# 16 Brygada Zmechanizowana

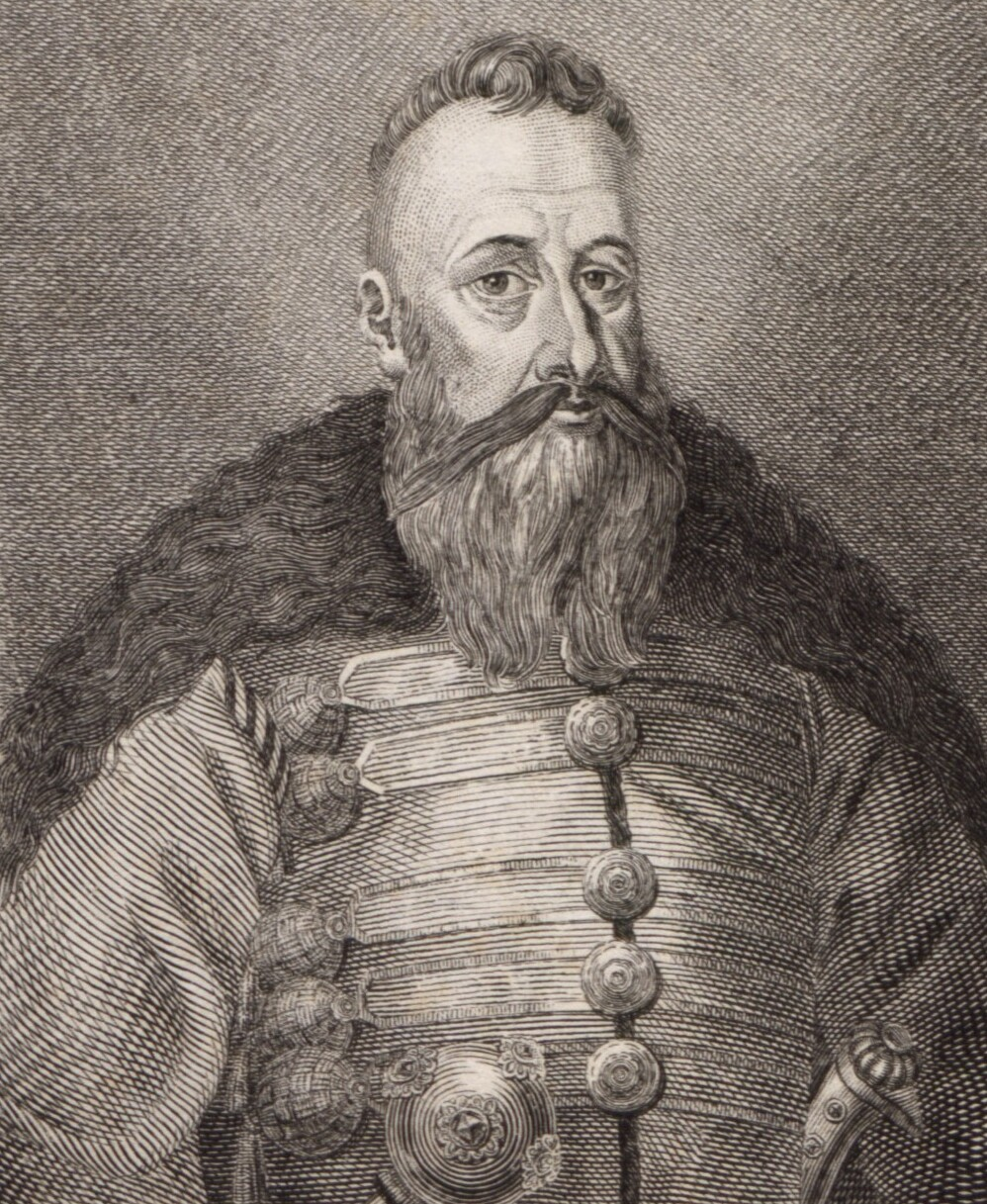
Stanisław Koniecpolski – patron 16 BZ

16 Pomorsko-Warmińska Brygada Zmechanizowana im. Hetmana Wielkiego Koronnego Stanisława Koniecpolskiego – dawna jednostka Wojska Polskiego.

## Formowanie i zmiany organizacyjne
Brygadę sformowano w 1994 na bazie 43 Ośrodka Materiałowo-Technicznego w Morągu jako jednostkę 16 Dywizji Zmechanizowanej. Proces formowania brygady przebiegał z dużymi trudnościami. Do uzupełnienia brygady wykorzystano kadrę 55 Ośrodka Materialowo-Technicznego z Braniewa.
W wyniku redukcji jednostek 16 Dywizji Zmechanizowanej brygada została rozwiązana do 31 grudnia 2008.

## Tradycje
Brygada dziedziczyła i kontynuowała tradycje:
- 64 Pomorskiego Pułku Strzelców Murmańskich
- 65 Starogardzkiego Pułku Piechoty
- 66 Kaszubskiego Pułku Piechoty im. Marszałka Józefa Piłsudskiego
- 55 Pułku Zmechanizowanego
- 55 Ośrodka Materiałowo–Technicznego
- 37 Pułku Zmechanizowanego
- 94 Pułku Piechoty
- 43 Ośrodka Materiałowo–Technicznego.

## Struktura organizacyjna (1999)
- dowództwo i sztab
- batalion dowodzenia
- 2 bataliony zmechanizowane
- batalion czołgów
- dywizjon artylerii samobieżnej
- dywizjon artylerii przeciwpancernej
- dywizjon artylerii przeciwlotniczej
- kompania rozpoznawcza
- kompania saperów
- kompania zaopatrzenia
- kompania remontowa
- kompania medyczna

## Udział w ćwiczeniach i operacjach
W 1996 brygada wzięła udział w ćwiczeniu pod kryptonimem „KLON 96”. W 2001 uczestniczyła w ćwiczeniu „JANTAR”, gdzie była wizytowana przez Prezydenta RP  Aleksandra Kwaśniewskiego. W 2002 brygada brała udział w międzynarodowym ćwiczeniu „STRONG RESOLVE”.
W latach 2004–2006 żołnierze Brygady brali udział w ramach PKW Irak w operacji wojskowej w Iraku. We wrześniu 2006 jednostka wojskowa wystawiła XXVI zmianę  PKW Syria w ramach UNDOF (ok. 300 żołnierzy).

## Dowódcy
- płk dypl. Tadeusz Sobkowiak
- płk dypl. Marian Kozłowski
- płk dypl. Kazimierz Adamski
- płk dypl. Stanisław Olszański
- gen. bryg. Krzysztof Górecki
- płk dypl. Ryszard Buchowski

## Przekształcenia
94 Pułk Piechoty → 94 Pułk Zmechanizowany → 37 Pułk Zmechanizowany → 43 Ośrodek Materiałowo-Techniczny → 16 Brygada Zmechanizowana → 16 batalion zmechanizowany 20 Bartoszyckiej Brygady Zmechanizowanej (JW 1248)